# Saint Paul's Cathedral
Saint Paul's Cathedral er en monumental anglikansk domkirke i London.
Kirken ligger på ”Ludgate Hill” i centrum af London, England.
Katedralen er sæde for biskoppen af London, og er viet til Sankt Paul. Den nuværende bygning er opført i det 17. århundrede og er Londons femte St. Paul's Cathedral. Måske har der tidligere ligget flere kirker på stedet. Kirken er én af de mest besøgte attraktioner i London.

## Wrens St Paul's
Den nuværende St Paul's Cathedral er tegnet af Christopher Wren i 1668. Wrens første udkast til kirken blev afvist i 1669 og hans andet omkring 1670. Først i 1675 blev et overordnet udkast godkendt, og bygningen med Portland-sten begyndte samme år. Det var kong Karl 2. der endeligt godkendte Wrens design, og kongen gav samtidigt sin tilladelse til, at han kunne ændre detaljer. Wren tog sig dog stor frihed til at ændre og tilføjede den store kuppel som på tegningen fra 1668. Katedralen blev taget i brug ved en gudstjeneste i december 1707 og stod helt færdig d. 20. oktober 1708.

## Efter opførelsen
Kirken har overlevet flere krige, deriblandt 2. verdenskrig på trods af flere bombenedslag i og omkring bygningen.
|  |  |  |  |  |

## Galleri
| - Det indvendige af kuplen. - Interiør - Katedralen ved aftentide. - Klokketårnet. - Blyindfattet vindue. - Statue af Skt. Paul i haven til Katedralen. - Fugl Phønix der rejser sig fra asken. - Detalje af Phønix-fuglen. |